# Comuna Vertokîiivka
Vertokîiivka (în ucraineană Вертокиївська сільська рада) este o comună în raionul Jîtomîr, regiunea Jîtomîr, Ucraina, formată din satele Horodîșce, Ivankivți și Vertokîiivka (reședința).

## Demografie
Componența lingvistică a comunei Vertokîiivka
     Ucraineană (98,35%)
     Rusă (1,58%)
Conform recensământului din 2001, majoritatea populației comunei Vertokîiivka era vorbitoare de ucraineană (98,35%), existând în minoritate și vorbitori de rusă (1,58%).